# Butadiyn
Butadiyn (známý také jako diacetylén, dříve také butadiin) je vysoce hořlavý uhlovodík. Má dvě trojné vazby a tři jednoduché vazby.

## Výskyt
Butadiyn byl objeven v malém množství na Titanu, a ve stopovém množství na Měsíci. Pravděpodobně na Titanu vzniká reakcí acetylenu s ethylem, a energii získává ze světla, proto může probíhat i za nízkých teplot.

## Výroba
Butadiyn se dá vyrobit z 1,4-dichlorbut-2-ynu za pomocí koncentrovaného roztoku hydroxidu draselného za snížené teploty, podle tohoto schématu: 

Cl-CH2-C≡C-CH2-Cl + KOH → 2 KCl + HC≡C-C≡CH + 2H2O

Lze jej vyrobit z acetylenu za pomocí chloridu měďného, chloridu amonného a elementárního kyslíku.

HC≡CH —CuCl, NH4Cl, O2→ HC≡C-C≡CH + H2

## Reakce
Tato látka reaguje s halogeny, dochází k adici na nenasycené vazby.

HC≡C-C≡CH + 4X2 → HCX2-CX2-CX2-CX2H

Tuto látku by tedy bylo možno používat na důkaz přítomnosti elementárních halogenidů (odbarvení na bezbarvý roztok), avšak na tyto účely se nejčastěji užívá levnější acetylén.

Tato látka reaguje s kyslíkem, může reagovat až explozivně.

2HC≡C-C≡CH + 9O2 → 2H2O + 8CO2